# Клавиго

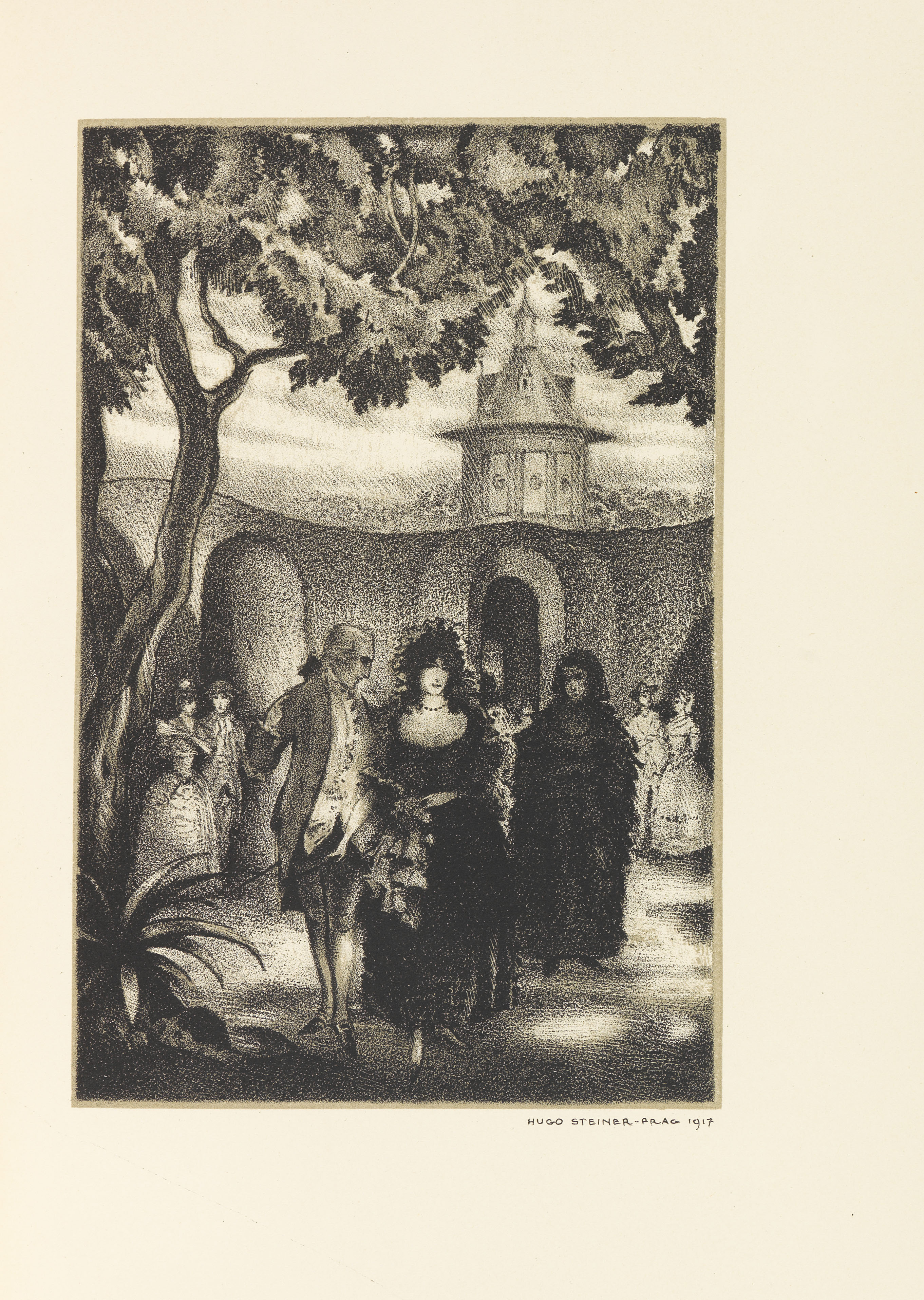
Иллюстрация к изданию 1917 года

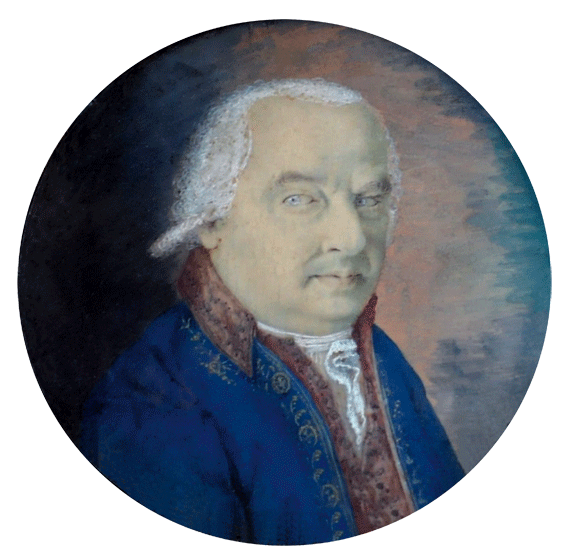
Хосе Клавихо и Фахардо

«Клавиго» (нем. Clavigo) — мещанская драма в пяти актах Иоганна Вольфганга Гёте, героем которой является французский писатель Бомарше. Она была написана за восемь дней в мае 1774 года и уже в июле того же года вышла из печати, став первым изданным сочинением Гёте под настоящим именем автора. Премьера «Клавиго» состоялась 23 августа 1774 года в Гамбурге в театре Аккермана.

## История создания и характеристика
В пьесе отражены обстоятельства известной тяжбы между Бомарше и  Хосе Клавихо и Фахардо. В 1764 году Бомарше отправился по семейным делам в Мадрид, чтобы защитить честь своей сестры Лизетты Карон, обманутой её женихом Фахардо. В Испании Бомарше в полной мере проявил свою известную поразительную энергию, ум и умение налаживать и использовать связи: один в чужой стране, он сумел проникнуть к министрам, а потом и ко двору, понравился королю и добился удаления своего противника от двора и лишения его должности королевского архивариуса. Это дело приобрело всеевропейскую известность, в том числе после издания французским писателем «Мемуаров», которые имели шумный успех и где подробно отражены обстоятельства этой тяжбы. О возникновении замысла пьесы Гёте рассказал в своей автобиографической книге «Поэзия и правда: из моей жизни». Позже в разговоре со своим секретарём И. П. Эккерманом говорил, что «У меня в «Клавиго» имеются места, целиком взятые из мемуаров Бомарше».
В сюжете пьесы «Клавиго», Гёте изменил мотивировку и структуру конфликта. В драматургии пьесы находит отражение одна из принципиальных установок этики литературного сентиментализма — преобладание чувств над разумом. Драматургия пьесы основана на борьбе личного и общего, чувства и долга. Клавиго показан страстным и мятущимся человеком, который стремится выйти из подчинения чувств, но в то же время не может отбросить любовь к Мари Бомарше. Отмечается, что в образе главного героя пьесы Гёте стремился показать иной вариант подхода к проблемам нравственности и любовных отношений, проявившийся у него в драме «Стелла» (1776) и в романе «Избирательное сродство» (1809), который был написан спустя годы и знаменовал для писателя уже совершенно другую эстетическую позицию. Видимо в пьесе присутствует значительный автобиографический элемент.
Пьеса была известна русской публике. Так в изданном в Москве в 1787 году «Драматическом словаре» указывалось:
Клавиго. Трагедия г. Гёте славного Немецкого автора, который написал отличную книгу, похваляемую повсюду, Страдание младого Вертера. Мысль в сей трагедии, так как и во всех сочинениях его, подражание единой натуре и не следуя правилам; следственно сия трагедия писана не принуждённым, а естественным слогом. Приключение г. Бомарше, служившее основанием следующей трагедии, случилось в Испании в 1762 году. Расположение и слог её соответствуют тогдашнему состоянию действующих лиц и месту действия. Сия трагедия на немецком языке повсюду часто представляема...

## Сюжет
Клавиго, литератор который своими личными способностями и трудами добивается видного положения в высшем испанском обществе («Для меня смысл жизни — это двор, а праздность тут неуместна») разговаривает в своём доме со своим близким другом Карлосом об удачном продвижении по службе — теперь он архивариус короля. Ранее Клавиго был увлечён Мари Бомарше, но теперь на фоне открывающихся перед ним перспектив оставляет её. Карлос поддерживает своего друга и хвалит его за то, что порвал со своей невестой Мари:
«— Ты любил её — это было естественно, ты обещал на ней жениться — это была глупость, но если бы ты сдержал слово — это было бы безумие!».
В доме у Мари с нетерпением ждут приезда её брата Бомарше. Выслушав сестру, он принимает решение идти в дом к Клавиго и берёт с собой Сен-Жоржа. Бомарше вынуждает Клавиго вернуться к Мари и дать повторное обещание жениться, но Карлос убеждает его этого не делать и предлагает написать письма о том, что Бомарше запугивал его, преследовал и силой вынудил к женитьбе, причём сам Карлос этим и займется, а Клавиго должен на время уехать. 
Не выдержав ещё одного предательства — Мари умирает. Когда её несут хоронить, похоронную процессию видит Клавиго и, узнав, что хоронят Мари, кидается к ней проститься. Разъяренный Бомарше прокалывает грудь Клавиго и тот умирает, держа руку Мари. Софи сестра, Бомарше отталкивает и призывает его бежать.

## Параллели с трагедией У. Шекспира «Гамлет»
Ряд литературоведов В. Фер (W. Fehr), В. Лепман (W. Leppmann) склонны считать, что финал пьесы Гёте написан под значительным влиянием трагедии «Гамлет» У. Шекспира (ссора Гамлета и Лаэрта у могилы Офелии и столкновение Бомарше и Клавиго у гроба Мари). У Шекспира, и у Гѐте брат и бывший жених противостоят друг другу, считая неверных возлюбленных причиной смерти сестёр.

## Балет
В 1999 году балетмейстер Ролан Пети поставил в Парижской опере одноимённый балет по этому произведению.